# Hákon Magnússon
Hákon Marteinn Magnússon (* 11. Februar 2003) ist ein isländischer Eishockeyspieler, der seit 2024 erneut bei Skautafélag Akureyrar in der isländischen Eishockeyliga unter Vertrag steht.

## Karriere
Hákon Magnússon begann seine Karriere als Eishockeyspieler beim Rekordmeister Skautafélag Akureyrar, für den er als 14-Jähriger in der isländischen Eishockeyliga debütierte. 2019 wechselte er nach Schweden. Dort spielte er sowohl im Juniorenbereich, als auch bei den Herren unterklassig. 2024 kehrte er zu Skautafélag Akureyrar zurück.

### International
Hákon Magnússon spielte bereits als Jugendlicher für Island. Er nahm zunächst an den U18-Weltmeisterschaften 2018 in der Division II und 2019 in der Division III teil. Mit der U20-Auswahl der Isländer nahm er an den Weltmeisterschaften 2020 in der Division III sowie 2022 und 2023, als er zum besten Spieler seiner Mannschaft gewählt wurde, in der Division II teil.
Parallel zu den Einsätzen in den Juniorenteams spielte Hákon Magnússon bereits in der Herren-Nationalmannschaft. Sein Debüt gab er als 19-Jähriger bei der Weltmeisterschaft 2022, als er mit den Isländern von der B- in die A-Gruppe der Division II aufstieg. Dort spielte er dann 2023 und 2024. Zudem spielte er mit den Isländern bei der Qualifikation für die Olympischen Winterspiele in Mailand 2026.

## Erfolge
- 2020 Aufstieg in die Division II, Gruppe B, bei der U20-Weltmeisterschaft der Division III
- 2022 Aufstieg in die Division II, Gruppe A, bei der Weltmeisterschaft der Division II, Gruppe B